# Dźwierzuty (jezioro)
Dźwierzuty – jezioro w woj. warmińsko-mazurskim, w powiecie szczycieńskim, w gminie Dźwierzuty.

## Opis
Zbiornik wydłużony z północy na południe. Wschodni brzeg jest wysoki i stromy, pokryty lasem, a na pozostałych, które są płaskie, ciągną się łąki, czasem podmokłe. Wschodnim brzegiem biegnie droga gruntowa, dalej na wschód jest nieużywana obecnie linia kolejowa Szczytno-Biskupiec. Ok. 1200 metrów na zachód przebiega droga krajowa nr 57. W odległości 1350 m leży wieś Szczepankowo, a 1000 m - Targowska Wola. Najbliższa duża wieś to Dźwierzuty. Dojazd do jeziora ze Szczytna drogą krajową nr 57 do Szczepankowa, następnie drogą gruntową na wschód. Jezioro jest hydrologicznie otwarte, wypływa z niego struga do jeziora Sasek Wielki.

## Turystyka
Nad jeziorem znajduje się niewielki ośrodek wypoczynkowy, pole namiotowe i osiedle domków letniskowych. Akwen nie jest zbyt duży, płytki, roślinność wodna mocno rozwinięta, przy brzegach ciągnie się dość szeroki pas oczeretów, a dno pokrywają rozległe łąki podwodne, miejscami są one bardzo bujne i wysokie, sięgające niekiedy do połowy głębokości jeziora. Woda w jeziorze jest dość przejrzysta. Jest to akwen linowo-szczupakowy, można go zakwalifikować nawet do typu karasiowego. Występują tu: karasie, liny, szczupaki, płocie, krąp, miętus pospolityy, okonie, leszcze, karp i wzdręgi.

## Dane morfometryczne
Powierzchnia zwierciadła wody według różnych źródeł wynosi od 23,5 ha do 24,4 ha.
Średnia głębokość jeziora wynosi 2,5 m.
Zwierciadło wody położone jest na wysokości 151,8 m n.p.m..

## Hydronimia
Według urzędowego spisu opracowanego przez Komisję Nazw Miejscowości i Obiektów Fizjograficznych (KNMiOF) nazwa tego jeziora to Dźwierzuty. W różnych publikacjach i na większości mapa topograficznych jezioro to występuje pod nazwą Jezioro Szczepankowskie lub Dźwierzutek.